# John Watts Young

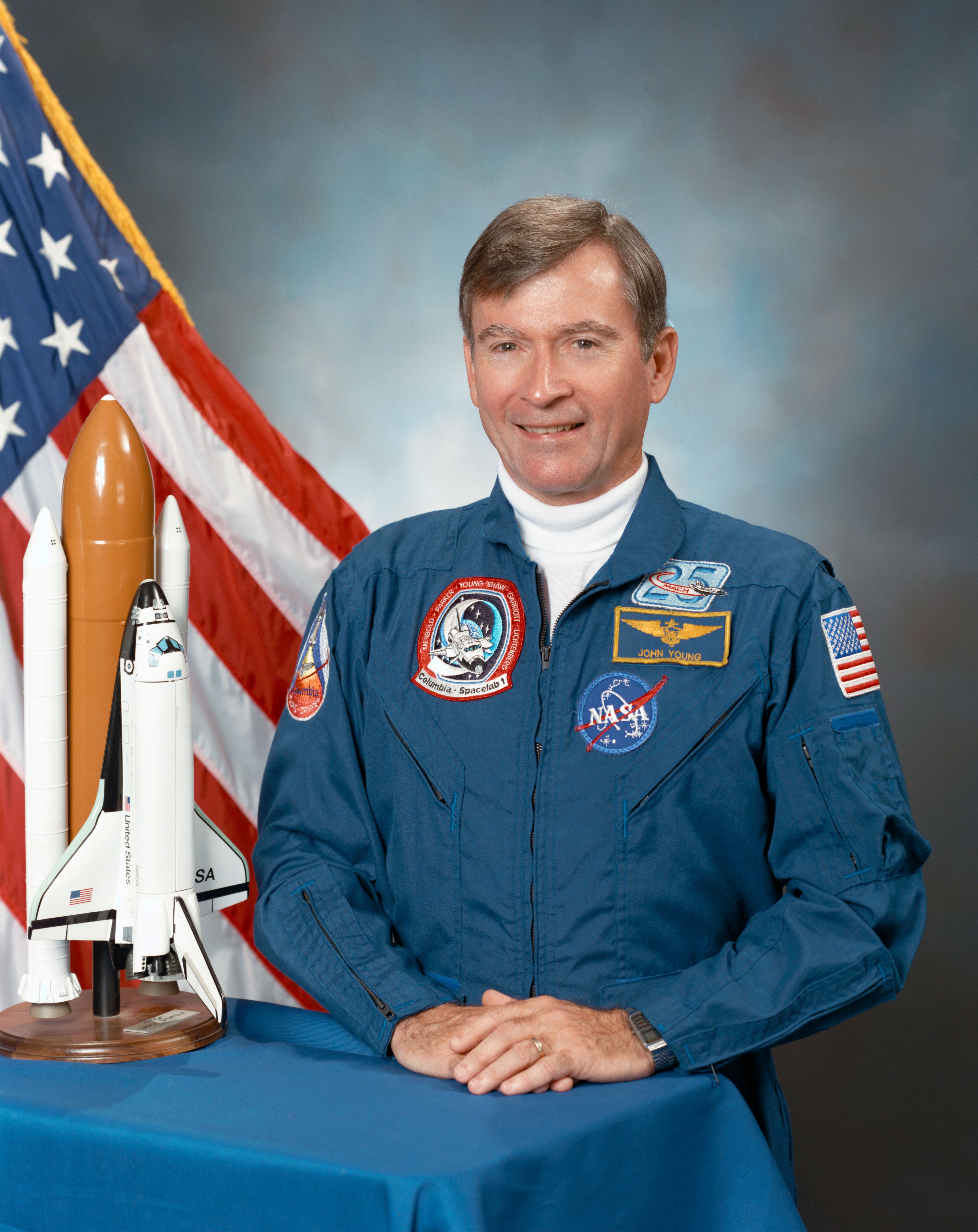
Cosmonautul John Watts Young

John Watts Young (căpitan USN, Ret., n. 24 septembrie 1930, California, SUA – d. 5 ianuarie 2018, Houston, Texas, SUA) a fost un astronaut, ofițer de marină și aviator naval, pilot de încercare și inginer aeronautic american, care a devenit cea de-a noua persoană ce a pășit pe Lună în calitate de comandant al misiunii Apollo 16 din 1972.
Young s-a bucurat de cea mai îndelungată carieră de astronaut, devenind prima persoana care a zburat de șase ori în spațiu pe parcursul a 42 de ani de serviciu în cadrul NASA și este singura persoană care a pilotat și a fost comandant al patru clase diferite de nave spațiale: Gemini, modulul de comandă și serviciu Apollo, modulul lunar Apollo și naveta spațială.
În 1965, Young a zburat în prima misiune Gemini cu echipaj uman, iar în 1969 a fost prima persoană care a orbitat singur în jurul Lunii în misiunea Apollo 10. El este unul dintre cele doar trei persoane care au călătorit spre Lună de două ori și a condus autovehicului lunar pe suprafața Lunii. El a comandat, de asemenea, două zboruri ale navetelor spațiale, inclusiv prima lansare din 1981, și a îndeplinit funcția de Chief of the Astronaut Office în perioada 1974–1987. Young s-a retras de la NASA în 2004.